# Argyresthia cyaneimarmorella
Argyresthia cyaneimarmorella is een vlinder uit de familie van de pedaalmotten (Argyresthiidae). De wetenschappelijke naam van de soort werd in 1854 gepubliceerd door Millière.